# Cimenná
Cimenná és un poble i municipi d'Eslovàquia que es troba a la regió de Trenčín. La primera menció escrita de la vila es remunta al 1484.

## Demografia
| Godina             | 1994 | 2004   | 2014    | 2024   |
| ------------------ | ---- | ------ | ------- | ------ |
| Nombre de persones | 84   | 83     | 94      | 100    |
| Diferència         |      | −1,19% | +13,25% | +6,38% |

| Godina             | 2023 | 2024   |
| ------------------ | ---- | ------ |
| Nombre de persones | 101  | 100    |
| Diferència         |      | −0,99% |